# قيادة قوات الحلفاء المشتركة نورفولك
قيادة القوة المشتركة - نورفولك (JFC-NF) هي جزء من القيادة العملياتية المشتركة في هيكل القيادة العسكرية للناتو في إطار عمليات القيادة المتحالفة. يقع مقرها في نورفولك، فيرجينيا، في الولايات المتحدة.

## خلفية
في أواخر عام 2017 وأوائل عام 2018، وافق الناتو على أمرين جديدين، أمر عبور منطقة خلفية تم الإعلان عنه أخيرًا باسم الدعم المشترك وقيادة التمكين، ليتم تحديدهما في أولم، ألمانيا، وقيادة جديدة للأطلسي. وأشار المتحدث باسم البنتاغون جوني مايكل إلى أن «الناتو يعيد التركيز على المحيط الأطلسي اعترافاً بمنافسة القوى العظمى التي أثارتها روسيا الصاعدة».